# 앙드레 앙드레
앙드레 필리피 브라스 앙드레(포르투갈어: André Filipe Brás André, 1989년 8월 26일 ~ )는 앙드레 앙드레(포르투갈어: André André)로 잘 알려진 포르투갈의 축구 선수로 포지션은 미드필더이다. 현재 비토리아 기마랑이스에서 활약하고 있다.